# Сан-Мартіно-ді-Лупарі
Сан-Мартіно-ді-Лупарі (італ. San Martino di Lupari, вен. San Martin de Lupari) — муніципалітет в Італії, у регіоні Венето, провінція Падуя.
Сан-Мартіно-ді-Лупарі розташований на відстані близько 430 км на північ від Рима, 45 км на північний захід від Венеції, 28 км на північ від Падуї.
Населення — 13 205 осіб (2014).
Покровитель — святий Мартин.

## Демографія
Населення за роками:

Станом на 1 січня 2023 року в муніципалітеті офіційно проживало 1196 іноземців з 45 країн, серед них 597 громадян країн Євросоюзу та 18 громадян України.

## Уродженці
- Джованні Джакомацці (*1928 — †1995) — відомий у минулому італійський футболіст, захисник.

## Сусідні муніципалітети
- Кастельфранко-Венето
- Кастелло-ді-Годего
- Галльєра-Венета
- Лореджа
- Лорія
- Россано-Венето
- Санта-Джустіна-ін-Колле
- Томболо
- Вілла-дель-Конте